# Moneta di Moby Dick

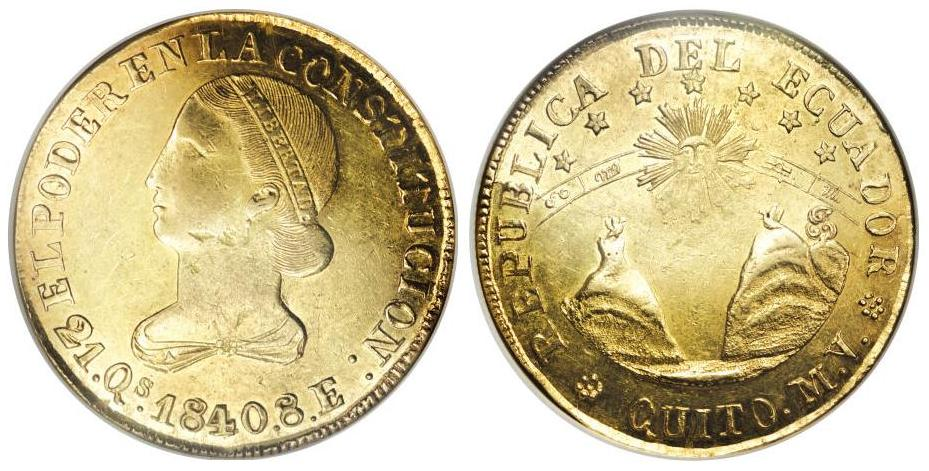
Moneta di Moby Dick

Noto nel mondo numismatico come " Moneta di Moby Dick ", il doblone ecuadoriano da 8 escudos, coniato a Quito, in Ecuador, tra il 1838 e il 1843, è la moneta da un'oncia d'oro "da sedici dollari" che il Capitano Achab inchioda all'albero maestro del Pequod, promettendola al primo uomo che gli avrebbe dato informazioni su dove trovare la balena bianca Moby Dick. La moneta viene menzionata per la prima volta nel romanzo Moby Dick di Herman Melville del 1851, nel trentaseiesimo capitolo intitolato The Quarter Deck (in italiano: Il cassero)  e successivamente ampiamente nel novantanovesimo capitolo  intitolato The Gold Doubloon (in italiano: Il Doblone d'Oro). Viene spesso scambiato per un doblone spagnolo, ma questa moneta non fu coniata dalla corona spagnola né approvata dal governo spagnolo. La moneta di Moby Dick fu coniata nella Repubblica dell'Ecuador, presso la zecca di Quito, molti anni dopo la sua indipendenza dalla Spagna.
(Moby Dick, capitolo 99)

## Nei media
La moneta ha un ruolo centrale nel quarto episodio della prima stagione della serie animata Netflix Carmen Sandiego nel 2019.